# Olympische Sommerspiele 2020/Teilnehmer (Tansania)
| Gelbes Symbol für Goldmedaillen mit stilisierten Olympischen Ringen | Graues Symbol für Silbermedaillen mit stilisierten Olympischen Ringen | Braundes Symbol für Bronzemedaillen mit stilisierten Olympischen Ringen |
| ------------------------------------------------------------------- | --------------------------------------------------------------------- | ----------------------------------------------------------------------- |
| —                                                                   | —                                                                     | —                                                                       |

Tansania nahm an den Olympischen Spielen 2020 in Tokio mit drei Sportlern im Marathonlauf teil. Es war die insgesamt 13. Teilnahme an Olympischen Sommerspielen.

## Teilnehmer nach Sportarten

### Leichtathletik
Laufen und Gehen 
| Athleten        | Wettbewerb | Runde 1 | Runde 1 | Halbfinale | Halbfinale | Finale    | Finale | Rang |
| Athleten        | Wettbewerb | Zeit    | Rang    | Zeit       | Rang       | Zeit      | Rang   | Rang |
| --------------- | ---------- | ------- | ------- | ---------- | ---------- | --------- | ------ | ---- |
| Frauen          |            |         |         |            |            |           |        |      |
| Failuna Matanga | Marathon   | —       | —       | —          | —          | 2:33,58 h | 24     | 24   |
| Männer          |            |         |         |            |            |           |        |      |
| Gabriel Geay    | Marathon   | —       | —       | —          | —          | DNF       | DNF    | –    |
| Alphonce Simbu  | Marathon   | —       | —       | —          | —          | 2:11:35 h | 7      | 7    |